# 群馬記念
群馬記念（ぐんまきねん）は、高崎競馬場のダート1500メートルで行われていた地方競馬の重賞競走（ダートグレード競走）である。

## 概要
1990年に創設され、1995年からは中央地方全国交流競走となった。創設当初は2000メートルで施行されたが、1996年より1500メートルに距離短縮された。1997年からはダート競走格付け委員会によって統一GIII（グレードスリー）に格付けされた。また、北関東グレードでもG1に格付けされていた。2004年末をもって高崎競馬が開催を終了したため、当競走も同年限りで廃止となった。
この競走は高崎競馬場で開催される唯一のダートグレード競走であった。

北関東公営競馬では宇都宮競馬場でもダートグレード競走のとちぎマロニエカップが開催されていた。

## 歴代優勝馬
| 回数   | 施行日         | 距離    | 優勝馬             | 性齢 | 所属 | タイム  | 優勝騎手   | 管理調教師 | 馬主                                 |
| ------ | -------------- | ------- | ------------------ | ---- | ---- | ------- | ---------- | ---------- | ------------------------------------ |
| 第1回  | 1990年10月14日 | ダ2000m | キタシバシンゲン   | 牡6  | 高崎 | 2:09.4  | 斎藤誠     | 渡辺和泰   | 塩谷と志を                           |
| 第2回  | 1991年10月13日 | ダ2000m | カツサニー         | 牝7  | 高崎 | 2:09.0  | 水野貴史   | 水野清貴   | 田村日出夫                           |
| 第3回  | 1992年10月25日 | ダ2000m | ホッカイローマン   | 牡8  | 高崎 | 2:15.4  | 久保田政弘 | 一倉昌行   | 奥村仁太郎                           |
| 第4回  | 1993年10月24日 | ダ2000m | インターハーケン   | 牡6  | 高崎 | 2:17.5  | 久保田政弘 | 一倉昌行   | 松本潤一                             |
| 第5回  | 1994年10月30日 | ダ2000m | ダービーテイオー   | 牡5  | 高崎 | 2:19.3  | 斎藤誠     | 濱田勝三   | 中山茂                               |
| 第6回  | 1995年5月5日   | ダ2000m | ロイヤルハーバー   | 牡6  | JRA  | 2:10.6  | 小島太     | 佐々木亜良 | （株）ハーバー                       |
| 第7回  | 1996年5月5日   | ダ1500m | ホクトベガ         | 牝7  | JRA  | R1:33.6 | 横山典弘   | 中野隆良   | 金森森商事（株）                     |
| 第8回  | 1997年5月5日   | ダ1500m | ストーンステッパー | 牡5  | JRA  | 1:35.9  | 熊沢重文   | 目野哲也   | 小川勲                               |
| 第9回  | 1998年5月5日   | ダ1500m | ロバリーハート     | 牡6  | 新潟 | 1:34.7  | 向山牧     | 横山孝四郎 | 島田利雄                             |
| 第10回 | 1999年5月5日   | ダ1500m | スノーエンデバー   | 牡6  | JRA  | R1:33.0 | 佐藤哲三   | 森秀行     | 藤本龍也                             |
| 第11回 | 2000年5月5日   | ダ1500m | ビーマイナカヤマ   | 牡7  | JRA  | 1:35.3  | 鹿戸雄一   | 高市圭二   | （有）中山牧場                       |
| 第12回 | 2001年5月5日   | ダ1500m | ノボジャック       | 牡4  | JRA  | R1:32.8 | 武豊       | 森秀行     | （有）池ばた                         |
| 第13回 | 2002年5月5日   | ダ1500m | ノボジャック       | 牡5  | JRA  | 1:34.5  | 蛯名正義   | 森秀行     | （有）池ばた                         |
| 第14回 | 2003年5月5日   | ダ1500m | マイネルブライアン | 牡6  | JRA  | 1:35.3  | 藤田伸二   | 宮徹       | （株）サラブレッドクラブ・ラフィアン |
| 第15回 | 2004年5月5日   | ダ1500m | ストロングブラッド | 牡5  | JRA  | R1:32.2 | 北村宏司   | 増沢末夫   | 村木篤                               |

※ 優勝馬の馬齢は2000年以前は旧表記、2001年以降は現表記を用いる。

※ Rはコースレコードを示す。

### 各回競走結果の出典
- 群馬記念　歴代優勝馬 - 地方競馬全国協会、2014年12月22日閲覧
- JBISサーチ 2014年12月21日閲覧
  - 1990年，1991年，1992年，1993年，1994年，1995年，1996年，1997年，1998年，1999年，2000年，2001年，2002年，2003年，2004年